# 龙潭楼
龙潭楼，即书洋吕氏祖厝，位于中国福建省南靖县书洋镇田中村，清康熙二年（1663年）始建。方形土楼，高4层，边长16米，每层16开间，四楼四个边角分别建“瞭望台”。2009年11月16日公布为第七批福建省文物保护单位。